# Piper nigrispicum
Piper nigrispicum är en pepparväxtart som beskrevs av C. Dc.. Piper nigrispicum ingår i släktet Piper och familjen pepparväxter. Inga underarter finns listade i Catalogue of Life.